# Чон Тэ Ён
Чон Тэ Ён — южнокорейский кёрлингист на колясках.
В составе смешанной парной сборной Республики Корея по кёрлингу на колясках участник чемпионатов мира (лучший результат — чемпионы в 2024).
В «командном» кёрлинге на колясках (команда из четырёх человек) играет в основном на позиции третьего.

## Достижения
- Чемпионат мира по кёрлингу на колясках среди смешанных пар: золото (2024).

## Команды
| Сезон                                                                      | Четвёртый    | Третий    | Второй        | Первый        | Запасной             | Турниры              |
| -------------------------------------------------------------------------- | ------------ | --------- | ------------- | ------------- | -------------------- | -------------------- |
| 2021—22                                                                    | Noh Byeongil | Чон Тэ Ён | Cho Mingyeong | Hwang Woonggi |                      | [ 4 ]                |
| Кёрлинг на колясках среди смешанных пар (wheelchair mixed doubles curling) |              |           |               |               |                      |                      |
| 2022—23                                                                    | Чо Мин Кён   | Чон Тэ Ён |               |               | тренер: Kim Jeongmin | ЧМКСП 2023 (7 место) |
| 2023—24                                                                    | Чо Мин Кён   | Чон Тэ Ён |               |               | тренер: Park Mihye   | ЧМКСП 2024           |

(скипы выделены полужирным шрифтом)